# شبيه الطفيلي

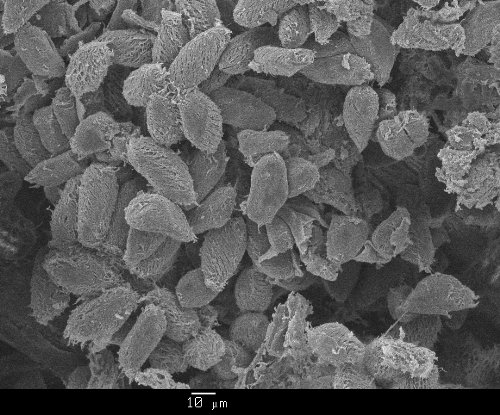

في علم البيئة التطوري، شبيه الطفيلي أو التطفل الذاتي  هو كائن حي يعيش على ارتباط وثيق مع العائل وعلى حسابه، ما يؤدي في النهاية إلى موت العائل. يعد شبه التطفل أحد الاستراتيجيات التطورية الرئيسية الستة التي تندرج تحت اسم التطفل، تتميز باحتمال موت العائل (مآل سيء)، ما يجعل الاستراتيجية أقرب إلى الافتراس.
بحسب أنوع أشباه الطفيليات، تتراوح الاستراتيجيات من العيش داخل العائل (شبه التطفل الداخلي)، ما يسمح لها بالاستمرار في النمو قبل أن تظهر ككائن بالغ، إلى شل العائل والعيش خارجه (شبه التطفل الخارجي). يمكن أن تحوي العوائل أشباه طفيليات أخرى، ما يؤدي إلى حدوث التطفل الفوقي. في حالة عفص البلوط، يمكن حدوث ما يصل إلى خمسة مستويات من التطفل. تؤثر بعض أشباه الطفيليات على سلوك عائلها بطرق تساعد على انتشار شبيه الطفيلي.
تم العثور على الطفيليات في مجموعة متنوعة من الأصنوفات ضمن رتبة داخليات الأجنحة الفوقية، والتي قد تكون عملية الاستحالة قد كيفتها مسبقًا لنمط حياة منقسم، مع اليرقات أشباه الطفيليات وككائنات بالغة مستقلة. يوجد معظمها في غشائيات الأجنحة، إذ تخصصت النمسيات والعديد من الدبابير الطفيلية الأخرى بدرجة عالية في أسلوب حياة أِباه الطفيليات. توجد أيضًا أشباه طفيليات في ذوات الجناحين وغمديات الأجنحة ورتب أخرى من داخليات الأجنحة. تُستخدم بعضها، كالدبابير عادةً وليس حصرًا، في المكافحة الحيوية للآفات.
جسدت فنانة علم الحيوان ماريا سيبيلا ماريان في القرن السابع عشر أشباه الطفيليات وعوائلها في لوحاتها. أثرت بيولوجيا شبه التطفل على معتقدات تشارلز داروين، وألهمت مؤلفي الخيال العلمي وكتّاب السيناريو لاختلاق العديد من الكائنات الفضائية الطفيلية التي تقتل عوائلها من البشر، مثل الكائنات الفضائية في فيلم ريدلي سكوت لعام 1979، فضائي.

## الاستراتيجيات

### خيارات تطورية
يمكن اكتساب منظور حول الخيارات التطورية من خلال النظر في أربعة أسئلة: التأثير على الصلاحية الإنجابية لعوائل الطفيلي؛ عدد العوائل لكل مرحلة من الحياة؛ ما إذا كان العائل لا يستطيع التكاثر؛ وما إذا كان التأثير يعتمد على الشدة (عدد الطفيليات لكل عائل). عبر هذا التحليل، الذي اقترحه كل من ك. د. لافيرتي وأ. م. كونيس، تظهر الاستراتيجيات التطورية الرئيسية للتطفل، بالإضافة إلى الافتراس.

### مفاهيم أساسية
يمكن تصنيف أشباه الطفيليات إما كداخلية أو خارجية مع استراتيجيات تنموية إيديوبيونتية أو كينوبيونتية. تعيش أشباه الطفيليات الداخلية ضمن جسم عائلها، بينما تتغذى أشباه الطفيليات الخارجية على العائل من الخارج. توقف أشباه الطفيليات الإيديوبيونتية نمو العائل بعد شل حركته في البداية، بينما تسمح أشباه الطفيليات الكوينوبيونتية للعائل بمواصلة نموه أثناء التغذي عليه. تعد معظم أشباه الطفيليات الخارجية إيديوبيونتية، إذ يمكن للعائل إتلاف أو إزاحة شبيه الطفيلي الخارجي إذا سمح له بالتحرك والانسلاخ. معظم أِشباه الطفيليات الداخلية كوينوبيونتية، ما يمنحها ميزة أن العائل يستمر في النمو ويتجنب الحيوانات المفترسة.
تعيش أشباه الطفيليات الأولية علاقة تطفلية بسيطة، تشمل كائنين، العائل والطفيلي. أشباه الطفيليات الفوقية هي أشباه طفيليات تتطفل على غيرها من أشباه الطفيليات. تشمل أشباه الطفيليات الثانوية شبيه طفيلي أساسي كعائل لها، لهذا السبب، هناك ثلاثة كائنات حية متورطة في هذه العملية. تكون أشباه الطفيليات الفوقية إما مخيرة (يمكن أن تكون أشباه طفيليات أولية أو فوقية حسب الحالة) أو مجبرة (تتطور دائمًا على شكل أشباه طفيليات فوقية). توجد أيضًا مستويات لأشباه الطفيليات بعد المرحلة الثانوية، خاصةً بين أشباه الطفيليات المخيرة. في أنظمة عفص البلوط، قد يكون هناك نحو خمسة مستويات من التطفل. تسمى الحالات التي يهاجم فيها نوعان أو أكثر من أشباه الطفيليات العائل نفسه في وقت واحد دون التطفل على بعضهما البعض التطفل المتعدد. في كثير من الحالات، يؤدي التطفل المتعدد إلى موت واحد أو أكثر من أشباه الطفيليات المعنية. إذا تعايشت أشباه طفيليات متعددة من نفس النوع في عائل واحد، يسمى التطفل المتكرر. تضع الأنواع التجمعية عدة بيوض أو بيوض متعدد الأجنة ما يؤدي إلى وجود يرقات متعددة في عائل واحد. قد ينتج عن التطفل المتكرر التجمعي فردًا واحدًا أو عدة أفراد من أشباه الطفيليات باقية على قيد الحياة، بحسب النوع. إذا حدث التطفل المتكرر عرضيًا في الأنواع التجمعية، غالبًا ما تقاتل اليرقات بعضها حتى تبقى واحدة فقط.

## التآثرات مع البشر

### في المكافحة الحيوية للآفات
تعتبر أشباه الطفيليات من أكثر عوامل المكافحة الحيوية استخدامًا. تعتبر المكافحة الحيوية التقليدية للآفات باستخدام الأعداء الطبيعية للآفات (أشباه الطفيليات أو المفترسات) شديدة الفعالية من حيث التكلفة، إذ تبلغ نسبة التكلفة والفائدة للمكافحة الكلاسيكية 1:250، لكن هذه التقنية أكثر تنوعًا في تأثيراتها مقارنةً بمبيدات الآفات؛ فهي تحد من الآفات بدلًا من القضاء عليها. بالمثل، تعد نسبة التكلفة والفائدة لعملية تقصي الأعداء الطبيعيين أعلى بكثير من تلك الخاصة بتقصي المواد الكيميائية: 1:30 مقابل 1:5 على التوالي، إذ يمكن توجيه البحث عن أعداء طبيعيين مناسبين بدقة باستغلال خبرات المعرفة البيئية. يصعب إنتاج وتوزيع الأعداء الطبيعيين أكثر من المواد الكيميائية، فتصل مدة صلاحيتها إلى أسابيع على الأكثر؛ وتواجه هذه التقنية عقبة تجارية تتمثل في عدم إمكانية الحصول على براءة اختراع.
من وجهة نظر المزارع أو البستاني، المجموعات الأكثر أهمية هي دبابير النمسيات، التي تتغذى بشكل رئيسي على يساريع الفراشات والعث، ودبابير الدحموريات، التي تهاجم اليساريع ومجموعة واسعة من الحشرات الأخرى بما في ذلك المن؛ ودبابير الصفريات، التي تتطفل على بيوض ويرقات المن والذبابيات البيضاء ويساريع فراشة أبو دقيق الملفوف والحشرات القشرية؛ والتاشينيات، التي تتطفل على مجموعة واسعة من الحشرات بما في ذلك اليساريع، والخنافس البالغة ويرقاتها، ونصفيات الأجنحة. من الناحية التجارية، يوجد نوعان من أنظمة التربية: الإنتاج اليومي الموسمي قصير الأمد مع إنتاج مرتفع من أشباه الطفيليات يوميًا، والإنتاج اليومي المنخفض طويل الأمد على مدار العام الذي يتراوح نطاق الإنتاج فيه بين 4-1000 مليون أنثى من أِشباه الطفيليات في الأسبوع، بهدف تلبية الطلب على عوامل المكافحة الحيوية المناسبة لمختلف المحاصيل.

### ماريا سيبيلا ماريان
كانت ماريا سيبيلا ماريان (1647-1717) إحدى أوائل علماء الطبيعة الذين درسوا وصوّروا أشباه الطفيليات وعوائلها من الحشرات في لوحاتها.